# 美少女戦士セーラームーン サウンド・ドラマ・コレクション
『美少女戦士セーラームーン サウンド・ドラマ・コレクション』（びしょうじょせんしセーラームーン サウンド・ドラマ・コレクション）は、テレビアニメシリーズ『美少女戦士セーラームーン』の放送中にリリースされた「アニメイトカセットコレクション」を復刻したCD。1998年6月20日に日本コロムビアから発売された。シリーズ全6枚。

## 美少女戦士セーラームーン 1
概要
- TVアニメ第1作の第25話から第32話までの時期をベースとしている。ドラマパートは第21話の後日談的要素が含まれている。カセット内で使用されたBGMには脇田石材のCM曲や『超光戦士シャンゼリオン』でザ・ブレイダーの戦闘シーンに使われた曲が入っている。

収録内容
1. 「美少女戦士たちの純愛交換日記」 [5:27]
2. ドラマ「美少女戦士セーラームーンインサイドストーリーうさぎたちが声優に挑戦！？守れ！夢のアフレコスタジオ！！」
  1. サブタイトルコール～クイン・ベリルとゾイサイトの会話 [0:55]
  2. 「美少女戦士セーラーV」の声優募集！？ [2:14]
  3. 屋上での作戦会議 [1:22]
  4. 火川神社～レイのデモテープ作り [0:51]
  5. 衛もアニメファン！？ [2:00]
  6. うさぎのデモテープ作り [1:58]
  7. 火川神社～まこと・亜美・レイのデモテープ試聴会 [3:07]
  8. テープを審査するゾイサイト [0:38]
  9. スタジオに集合する4人 [2:44]
  10. オーディション・まことの巻 [1:23]
  11. オーディション・亜美の巻 [1:36]
  12. オーディション・レイの巻 [1:41]
  13. オーディション・うさぎの巻 [1:59]
  14. ゾイサイト正体を現わす！！ [1:33]
  15. セーラー戦士に変身！ [0:17]
  16. 決戦しりとり合戦！ [4:15]
  17. タキシード仮面登場 [2:24]
  18. ムーンティアラアクション [1:54]
  19. エピローグ [2:07]
3. 「うさぎの逆転童話シリーズ」
  1. うさぎとかめ [1:42]
  2. カチカチ山 [2:33]
  3. いなばの白うさぎ [2:41]
4. クイズ「できなかったらおしおきよ」
  1. 第1問 [1:49]
  2. 第2問 [0:44]
  3. 第3問 [1:04]
  4. 第4問 [0:59]
  5. 第5問 [0:36]
  6. 第6問 [1:15]
5. エンディング [1:59]

スタッフ
- 原作：武内直子（講談社発行・なかよし連載）
- 脚本：隅沢克之
- 演出：幾原邦彦（東映動画）
- 調整：立花康夫（タバック）
- 音楽・効果：今野康之（スワラプロ）
- 監修：東伊里弥（東映動画）
- 音響制作：株式会社タバック
- 制作：株式会社ムービック

キャスト
- 月野うさぎ（セーラームーン）：三石琴乃
- ルナ・クインベリル：潘恵子
- 火野レイ（セーラーマーズ）：富沢美智恵
- 水野亜美（セーラーマーキュリー）：久川綾
- 木野まこと（セーラージュピター）：篠原恵美
- 地場衛（タキシード仮面）：古谷徹
- 海野ぐりお・ゾイサイト：難波圭一

## 美少女戦士セーラームーン 2
概要
- TVアニメ第1作の第33話から第35話までがベースだが、美奈子の加入直後にも関わらず衛が遊園地で遊んでいたり、エンディミオンがダークキングダム側にいたりと本編の流れとかなりの食い違いが生じている。

収録内容
1. 「JOSMこちらはFMナンバー10いけない美少女放送局だよーん」
  1. タイトルコール [0:26]
  2. レイちゃんの今日の運勢よーん [3:02]
  3. 水野亜美と愛野美奈子のお天気・交通情報 [2:23]
  4. 木野まことの悩み相談お料理教室 [2:58]
  5. ゾイ・斎藤とクンツァ・伊東のダークベスト [3:10]
  6. セーラー印のテレホンショッピング [2:13]
2. ステレオドラマ美少女戦士セーラームーン 第2222話「セーラー戦士赤面!?夢ランドの罠恥ずかしすぎる」
  1. サブタイトルコール [0:14]
  2. クンツァイトの野望 [0:45]
  3. 火川神社で [4:28]
  4. クンツァイトとゾイサイトの作戦会議 [1:03]
  5. いざ夢ランドへ [0:36]
  6. クンツァイトとゾイサイトの怪しい変装 [1:59]
  7. 衛，パンダさん機関車にのる [1:26]
  8. まこと，クンツァイトと遭遇！ [1:39]
  9. イッツ・ア・ダーク・キング・タイム・ザ・ラブ・ワールド館 [3:08]
  10. とても恥ずかしい話を赤面して判断してくれるぞマシーン [1:23]
  11. 亜美の恥ずかしい話 [1:19]
  12. レイの恥ずかしい話 [1:19]
  13. 美奈子の恥ずかしい話 [1:55]
  14. まことの恥ずかしい話 [1:51]
  15. うさぎの恥ずかしい話 [3:12]
  16. 変身して戦うぞ！ [2:27]
  17. 必殺技炸裂 [1:35]
  18. エピローグ [1:45]
3. クイズ「できなかったらおしおきよ2」
  1. コーナータイトルコール [1:36]
  2. 第1問 [1:57]
  3. 第2問 [1:33]
  4. 第3問 [1:19]
  5. 第4問 [2:23]
  6. ルナ登場！？ [1:38]
4. クイン・ベリル・クンツァイト・ゾイサイトのエンドコメント [0:30]
5. エンディング [1:38]

スタッフ
- 原作：武内直子（講談社発行・なかよし連載）
- 脚本：隅沢克之
- 演出：幾原邦彦（東映動画）
- 調整：立花康夫（タバック）
- 音楽・効果：今野康之（スワラプロ）
- 監修：東伊里弥（東映動画）
- 音響制作：株式会社タバック
- 制作：株式会社ムービック

キャスト
- 月野うさぎ（セーラームーン）：三石琴乃
- ルナ・クインベリル：潘恵子
- 火野レイ（セーラーマーズ）：富沢美智恵
- 水野亜美（セーラーマーキュリー）：久川綾
- 木野まこと（セーラージュピター）：篠原恵美
- 愛野美奈子（セーラーヴィーナス）：深見梨加
- 地場衛（タキシード仮面・エンディミオン）：古谷徹
- クンツァイト：曽我部和恭
- 海野ぐりお・ゾイサイト：難波圭一

## 美少女戦士セーラームーン 3 - PRELUDE OF ROMANCE
概要
- TVアニメ第1作の終了から「R」開始までの間に起きた話を描いた第一幕と、「魔界樹編」のサイドストーリーを描いた第二幕で構成されたシリアスドラマ。TV本編では荒木香恵がうさぎの声を当てていたクイン・ベリルとの最終決戦の下りが、本家の三石琴乃の声で新たに録り直された。本編の脚本とシリーズ構成を務めた榎戸洋司の脚本家デビュー作。

収録内容
1. 第一幕「ムーンプリズムメモリー」
  1. プロローグ [1:45]
  2. “いつもの”うさぎの朝 [4:19]
  3. まこととの「再会」 [2:17]
  4. 亜美との「再会」 [2:33]
  5. 十番総合病院 [1:41]
  6. レイとの「再会」 [3:22]
  7. 美奈子との「再会」 [1:50]
  8. 亜美とまことの「再会」 [0:48]
  9. もどかしいうさぎ [1:24]
  10. クイン ベリルとの決戦 [1:09]
  11. 遊園地の5人～目覚めるうさぎ [3:48]
2. 第二幕「エンディミオン」
  1. 第二幕プロローグ [1:09]
  2. うさぎの日常 [1:56]
  3. 時空を越えるエンディミオン [2:56]
  4. プリンス・エンディミオンとプリンセス・セレニティとのめぐり逢い [2:23]
  5. 試練を受けるエンディミオン [3:20]
  6. 「プリンスを元の時代にもどさなきゃ」' [1:46]
  7. エンディミオンを連れ出すうさぎ [2:00]
  8. 使命か燃える乙女心か！？ [0:54]
  9. 満月の下悩むうさぎ [2:16]
  10. うさぎを捜せ [2:29]
  11. エンディミオンの決心 [4:22]
  12. うさぎと衛 [0:49]
3. エンディング [3:47]

スタッフ
- 原作：武内直子（講談社発行・なかよし連載）
- 脚本：榎戸洋司
- 演出：幾原邦彦（東映動画）
- 調整：立花康夫（タバック）
- 音楽・効果：今野康之（スワラプロ）
- 監修：東伊里弥（東映動画）
- 音響制作：株式会社タバック
- 制作：株式会社ムービック

キャスト
- 月野うさぎ（セーラームーン）：三石琴乃
- ルナ・クインベリル：潘恵子
- 火野レイ（セーラーマーズ）：富沢美智恵
- 水野亜美（セーラーマーキュリー）：久川綾
- 木野まこと（セーラージュピター）：篠原恵美
- 愛野美奈子（セーラーヴィーナス）：深見梨加
- 地場衛（エンディミオン）：古谷徹
- アルテミス：高戸靖広
- 大坂なる：柿沼紫乃

## 美少女戦士セーラームーンR 1 - 帰ってきたエイルとアン! 美少女戦士たちの夢を現実に作戦発動!
概要
- 「魔界樹編」の後日談だが、衛と同化したはずの月影の騎士が再登場している。

収録内容
1. プロローグ [1:36]
2. 文化祭でセーラームーンの“お芝居”を！？ [3:43]
3. 「美少女戦士セーラーマーズR」第1回 雨上がりのミッドナイトロマンチックデートは金木犀のかおり
  1. コーナータイトルコール [0:34]
  2. レイの“想い” [3:59]
  3. 愛とロマンの世界を守ってみせる！ [1:26]
  4. セーラーマーズ変身！ [3:25]
  5. おまけのコーナー「レイちゃんのモーニングコール」 [0:41]
4. 「美少女戦士セーラーヴィーナスR」ACT1 暁に消えた友に捧げる銃声の挽歌
  1. コーナータイトルコール [0:30]
  2. 銀河兄弟，人質をとってたてこもる！！ [4:48]
  3. アフロディーテ刑事登場！！ [2:24]
  4. 変身して“シリアス”対決だ [2:26]
  5. おまけのコーナー「美奈子のステキコール」 [0:44]
5. 「美少女戦士セーラージュピターR」第1話 風を呼ぶジュピター！武術大会の勝者は誰だ！？
  1. コーナータイトルコール～武術大会 [2:15]
  2. ジュピターVSアン、“目玉焼き”対決 [4:09]
  3. スーパーセーラージュピター、キレる！！ [2:02]
  4. おまけのコーナー「まことの失恋メゲるなコール」 [0:35]
6. 「美少女戦士セーラーマーキュリーR」第1章 医療用電子工学特殊音波による血栓溶解作用の増強効果に関する考察
  1. コーナータトルコール [0:33]
  2. 亜美の研究室 [3:40]
  3. “ジャマ者”続々登場 [2:52]
  4. セーラーマーキュリー変身！ [1:23]
  5. おまけのコーナー「亜美のはみがきコール」 [0:39]
7. 「美青年戦士タキシード仮面R」No.1 衛、危機一髪！タキシード仮面と月影の騎士は二度死ぬ
  1. 衛、危機一髪！？ [3:53]
  2. 夢の終わり～去っていくエイルとアン [2:25]
  3. おまけのコーナー「衛の元気だせよコール」 [0:58]
8. エピローグ [2:06]
9. おまけのコーナー「うさぎのおやすみコール」 [0:55]
10. エンディング [3:46]

スタッフ
- 原作：武内直子（講談社発行・なかよし連載）
- 脚本：隅沢克之
- 演出：五十嵐卓哉（東映動画）
- 調整：立花康夫（タバック）
- 音楽・効果：今野康之（スワラプロ）
- 監修：東伊里弥（東映動画）
- 音響制作：株式会社タバック
- 制作：株式会社ムービック

キャスト
- 月野うさぎ（セーラームーン）：三石琴乃
- ルナ：潘恵子
- 火野レイ（セーラーマーズ）：富沢美智恵
- 水野亜美（セーラーマーキュリー）：久川綾
- 木野まこと（セーラージュピター）：篠原恵美
- 愛野美奈子（セーラーヴィーナス）：深見梨加
- 地場衛（タキシード仮面・月影の騎士・エンディミオン）：古谷徹
- アルテミス：高戸靖広
- 銀河星十郎（エイル）：緑川光
- 銀河夏美（アン）：冬馬由美

## 美少女戦士セーラームーンR 2 - 時を駆ける美少女戦士
概要
- 「ブラックムーン編」のサイドストーリー。元々のカセットの方は前回からかなり時を置いてリリースされた。

収録内容
1. プロローグ [2:05]
2. あやかしの四姉妹のアジト [4:13]
3. 江戸時代編
  1. 火川神社で殺人事件！うさぎ親分登場！！ [4:35]
  2. 闇の仕事人チームがお月さんにかわってお仕置きよ [2:56]
  3. “正義の味方”続々登場 [3:45]
4. ギリシアの温泉編
  1. シャンプーのセールスウーマン [1:34]
  2. 衛とアルテミス、混浴温泉に大喜び [4:28]
  3. セーラー戦士、温泉に大終結 [4:14]
5. カセット体操第1 [0:57]
6. 平安時代編 [2:13]
7. 西部無法地帯編
  1. 荒くれ四姉妹、教会にたてこもる！ [2:58]
  2. シェリフ・衛登場 [2:28]
  3. ペッツ、シェリフに一目惚れ！？ [2:14]
  4. みんなで突入だ！ [1:38]
  5. うさぎVSペッツの決闘 [2:04]
8. 23XX年編
  1. 冥王星軌道上の大決戦 [2:45]
  2. 巨大ロボ・ブラックムーンVSセーラーロボ [5:04]
  3. 最後の対決 [2:29]
9. エピローグ [3:22]
10. エンディング [0:45]

スタッフ
- 原作：武内直子（講談社発行・なかよし連載）
- 脚本：杉原めぐみ
- 演出：佐々木憲世（東映動画）
- 調整：立花康夫（タバック）
- 音楽・効果：今野康之（スワラプロ）
- 監修：有迫俊彦・山本豪（東映動画）
- 音響制作：株式会社タバック
- 制作：株式会社ムービック
- 協力：株式会社青二プロダクション
- 装画：東映動画株式会社

キャスト
- 月野うさぎ（セーラームーン）：三石琴乃
- ちびうさ：荒木香恵
- ルナ：潘恵子
- 火野レイ（セーラーマーズ）：富沢美智恵
- 水野亜美（セーラーマーキュリー）：久川綾
- 木野まこと（セーラージュピター）：篠原恵美
- 愛野美奈子（セーラーヴィーナス）：深見梨加
- 地場衛（タキシード仮面）：古谷徹
- アルテミス：高戸靖広
- ペッツ：緒方恵美
- カラベラス：平松晶子
- ベルチェ：天野由梨
- コーアン：山崎和佳奈

## 美少女戦士セーラームーンS - 男子校潜入! ついに巡り合った憧れの先輩!
概要
- 「スターズ」終盤の時期に製作された、全編オムニバス形式のドラマ。「S」後半の主要キャラだったセーラーちびムーンとセーラーサターンは未登場。

収録内容
1. プロローグ [2:52]
2. 素敵なレディをめざせ!うさぎと美奈子の試練 [2:58]
3. 男子校潜入！ついに巡り合った憧れの先輩！
  1. ダイモーンを追って [3:05]
  2. まこと，“運命の人”に出会う [1:47]
  3. 男子トイレでパニック [1:14]
  4. 体育館で先輩と [1:41]
  5. はるか，男子トイレに入る！ [0:44]
  6. 先輩のために戦うわ！ [4:38]
  7. まだトイレで苦しむ三人 [0:37]
4. はるかの不幸 迫り来る破滅の予感
  1. はるか，魚屋さんでバイトする [2:54]
  2. はるかがまさかこんどはゲイバーで！？ [1:04]
  3. みちるは何でも知っている？ [1:27]
5. 土萠教授の究極戦士
  1. 土萠教授とカオリナイト [2:37]
  2. セーラームーンダークVSセーラ戦士 [2:23]
6. 無人島編
  1. 無人島のセーラー戦士たち [2:50]
  2. ラーメン屋の衛 [1:48]
  3. タキシード仮面，無人島に参上 [1:50]
7. 衛のピュアなハート編
  1. 悩む衛 [3:09]
  2. 衛の心の中 会社にて [4:33]
  3. うさぎ，怒る [1:07]
  4. 衛の心の中 自宅にて [1:09]
  5. 衛の心の中でうさぎはどこに！？ [1:58]
8. 土萠教授の秘密兵器
  1. スーパーバトルスーツオメガ1号 [2:30]
  2. うさぎ，土萠教授にお説教！？ [2:02]
9. セーラー戦士VS101人セーラーダーク大行進で大混乱！！ [4:25]
10. エンディング [2:29]

スタッフ
- 原作：武内直子（講談社発行・なかよし連載）
- 脚本：五月はじめ（スタジオ雄）
- 演出：佐々木憲世（東映動画）
- 調整：立花康夫（タバック）
- 音楽・効果：今野康之（スワラプロ）
- 監修：有迫俊彦・山本豪（東映動画）
- 音響制作：株式会社タバック
- 制作：株式会社ムービック
- 協力：株式会社青二プロダクション
- 装画：東映動画株式会社

キャスト
- 月野うさぎ（セーラームーン）：三石琴乃
- 火野レイ（セーラーマーズ）：富沢美智恵
- 水野亜美（セーラーマーキュリー）：久川綾
- 木野まこと（セーラージュピター）：篠原恵美
- 愛野美奈子（セーラーヴィーナス）：深見梨加
- 天王はるか（セーラーウラヌス）：緒方恵美
- 海王みちる（セーラーネプチューン）：勝生真沙子
- 地場衛（タキシード仮面）：古谷徹
- 土萠教授：神谷明
- カオリナイト：上村典子
- 千田歯痛郎：檜山修之